# Divona
Divona „Bohyně“ je galská bohyně pramenů, která byla ctěna ve městě které bylo známa taktéž jako Divona či Divona Cadurcorum „Divona Kadurků., později známém jako Cahors. Byla ztotožňována s římským Fontem. Podle římského básníka Ausonia byly vody jejího pramene léčivé. V podobě DIIONA se její jméno objevuje také na nápisu z obce Bagnols-sur-Cèze a lze přepokládat že pramen Divonne-les-Bains je taktéž pojmenován po ní.